# (35278) 1996 SM
1996 SM (asteroide 35278) é um asteroide da cintura principal. Possui uma excentricidade de 0.10787590 e uma inclinação de 6.42689º.
Este asteroide foi descoberto no dia 16 de setembro de 1996 por Paul G. Comba em Prescott.